# Stigningsfält

Ett stigningsfält är extra körfält i uppförsbacke till vänster om ordinarie körfält i stigningens riktning, avsett att underlätta omkörning på väg som frånsett stigningsfältssträckor endast har ett körfält per riktning.